# Жовтець ряснолистий
Жовтець ряснолистий, жовтець багатолистий (Ranunculus polyphyllus) — вид рослин з родини жовтецевих (Ranunculaceae), поширений у центральній і східній частині Європи, Туреччині, Казахстані, західному Сибіру.

## Опис
Багаторічна рослина (30)50–150 см. Водна або прибережно-водна рослина. Плавучі листки з довгасто-клиноподібною, цільною або 3-лопатевою пластиною; підводні листки ниткоподібні. Квітки жовті, дрібні, до 0.5 см в діаметрі.

## Поширення
Поширений у центральній, південно-східній і східній Європі, Туреччині, Казахстані, західному Сибіру.
В Україні вид зростає у водоймах що заростають, на болотах, берегах річок — у Закарпатті, Поліссі, Лісостепу та Степу, спорадично.